# Lys-Haut-Layon
Lys-Haut-Layon es una comuna nueva francesa situada en el departamento de Maine y Loira, de la región de Países del Loira.

## Historia
Fue creada el 1 de enero de 2016, en aplicación de una resolución del prefecto de Maine y Loira de 18 de diciembre de 2015 con la unión de las comunas de La Fosse-de-Tigné, Les Cerqueux-sous-Passavant, Le Voide (comuna asociada de Vihiers), Nueil-sur-Layon,  Saint-Hilaire-du-Bois (comuna asociada de Vihiers), Tancoigné, Tigné, Trémont y Vihiers, pasando a estar el ayuntamiento en la antigua comuna de Vihiers.

## Demografía
| Gráfica de evolución demográfica de Lys-Haut-Layon entre 1800 y 2013 |
|                                                                      |

Los datos entre 1800 y 2013 son el resultado de sumar los parciales de las nueve comunas que forman la nueva comuna de Lys-Haut-Layon, cuyos datos se han cogido de 1800 a 1999, para las comunas de La Fosse-de-Tigné,
Les Cerqueux-sous-Passavant, Le Voide, Nueil-sur-Layon, Saint-Hilaire-du-Bois, Tancoigné, Tigné, Trémont y Vihiers de la página francesa EHESS/Cassini. Los demás datos se han cogido de la página del INSEE.

## Composición
| Comuna delegada             | Código INSEE | Población (2013) | Superficie (km²) | Densidad (hab./km²) |
| --------------------------- | ------------ | ---------------- | ---------------- | ------------------- |
| La Fosse-de-Tigné           | 49142        | 231              | 5.54             | 22                  |
| Les Cerqueux-sous-Passavant | 49059        | 520              | 23.24            | 22                  |
| Le Voide                    | 49379        | 0                | 0                | 0                   |
| Nueil-sur-Layon             | 49232        | 1336             | 61.23            | 22                  |
| Saint-Hilaire-du-Bois       | 49286        | 0                | 0                | 0                   |
| Tancoigné                   | 49342        | 348              | 4.25             | 82                  |
| Tigné                       | 49348        | 770              | 16.78            | 46                  |
| Trémont                     | 49356        | 387              | 8.10             | 48                  |
| Vihiers                     | 49373        | 4290             | 59.70            | 72                  |